# (12401) Tucholsky
(12401) Tucholsky (1995 OG10) – planetoida z pasa głównego asteroid okrążająca Słońce w ciągu 3,7 lat w średniej odległości 2,39 j.a. Odkryta 21 lipca 1995 roku.